# Simopteryx sericea
Simopteryx sericea là một loài bướm đêm trong họ Geometridae.